# Albuin Schwarz
Albuin Schwarz (* 8. Juni 1969 in Innsbruck) ist ein österreichischer Duathlet und Triathlet.

## Werdegang
Der mehrfache Staats- und Vizestaatsmeister begann 1990 mit Triathlon.

Im Oktober 1997 startete er beim Ironman Hawaii und belegte als bester Österreicher den 90. Rang. 1999 wurde er österreichischer Vizestaatsmeister auf der Triathlon-Kurzdistanz (1,5 km Schwimmen, 40 km Radfahren und 10 km Laufen) beim Kirchbichl-Triathlon.
2006 wurde er Vizestaatsmeister auf der Duathlon Kurzdistanz.

### Staatsmeister Crosstriathlon 2008
2008 wurde er neben Carina Wasle Staatsmeister Crosstriathlon (1 km Schwimmen, 27 km Mountainbike und 9,6 km Crosslauf).

Der Tiroler Albuin Schwarz startet für den Verein Raika Tri Team Telfs und war 2011/12 Mitglied im Duathlon-Kader des Österreichischen Triathlonverbandes. Er lebt in Telfs.
Im Juni 2017 belegte der 48-Jährige in Kitzbühel bei der Europameisterschaft auf der olympischen Kurzdistanz den siebten Rang in der Altersklasse 45–49.

## Sportliche Erfolge
| Datum/Jahr    | Rang | Wettbewerb                                     | Austragungsort | Zeit       | Bemerkung                                                                       |
| ------------- | ---- | ---------------------------------------------- | -------------- | ---------- | ------------------------------------------------------------------------------- |
| 18. Juni 2017 | 7    | ETU Triathlon European Championship 45–49      | Kitzbühel      | 02:10:42   | Europameisterschaft auf der olympischen Kurzdistanz; Altersklasse 45–49         |
| 29. Apr. 2017 | 1    | Tri-X-Triathlon                                | Kufstein       | 01:05:25,7 | Sieger neben Therese Feuersinger bei den Frauen                                 |
| 23. Juli 2012 | 5    | Mostiman Triathlon                             | Wallsee        | 01:58:07   |                                                                                 |
| 15. Aug. 2011 | 3    | Ausee Triathlon                                | Ausee          |            |                                                                                 |
| 15. Aug. 2009 | 1    | Ausee Triathlon                                | Ausee          | 00:58:59   | Sieg auf der Sprintdistanz (750 m Schwimmen, 20 km Radfahren und 5,1 km Laufen) |
| 15. Aug. 2008 | 2    | Ausee Triathlon                                | Ausee          |            |                                                                                 |
| 14. Aug. 2005 | 2    | Brigantium Triathlon                           | Bregenz        |            |                                                                                 |
| 16. Okt. 2004 | 412  | Ironman Hawaii                                 | Hawaii         | 10:55:18   |                                                                                 |
| 21. März 2004 | 11   | Ironman 70.3 South Africa                      | Buffalo City   | 04:26:41   |                                                                                 |
| 23. Juli 2000 | 37   | Ironman Austria                                | Klagenfurt     | 08:58:25   |                                                                                 |
| 1999          | 2    | ÖTRV Staatsmeisterschaft Triathlon Kurzdistanz | Kirchbichl     |            | Österreichischer Vizestaatsmeister beim Kirchbichl-Triathlon                    |
| 18. Okt. 1997 | 90   | Ironman Hawaii                                 | Hawaii         | 09:42:15   | als bester Österreicher                                                         |
| 1997          | 21   | Ironman Europe                                 | Roth           | 08:42      | Qualifikation für einen Startplatz bei der Weltmeisterschaft auf Hawaii         |

| Datum/Jahr  | Rang | Wettbewerb                                    | Austragungsort | Zeit     | Bemerkung                                                                             |
| ----------- | ---- | --------------------------------------------- | -------------- | -------- | ------------------------------------------------------------------------------------- |
| 8. Mai 2011 | 3    | ÖTRV Staatsmeisterschaft Duathlon Kurzdistanz | Bad Häring     |          |                                                                                       |
| 8. Mai 2010 | 3    | ÖTRV Staatsmeisterschaft Duathlon Kurzdistanz | Bad Häring     |          | [ 5 ]                                                                                 |
| 2010        | 1    | Mils Duathlon                                 | Mils           |          | Sieg und damit Tiroler Meister – neben Monika Feuersinger bei den Frauen              |
| 3. Mai 2009 | 2    | ÖTRV Staatsmeisterschaft Duathlon Kurzdistanz | Ternitz        | 01:31:02 | Vizestaatsmeister auf der Duathlon-Kurzdistanz                                        |
| 2006        | 2    | ÖTRV Staatsmeisterschaft Duathlon Kurzdistanz | Ternitz        |          | Zweiter über die Duathlon-Kurzdistanz (10 km Laufen, 40 km Radfahren und 5 km Laufen) |

| Datum/Jahr   | Rang | Wettbewerb                               | Austragungsort | Zeit     | Bemerkung                    |
| ------------ | ---- | ---------------------------------------- | -------------- | -------- | ---------------------------- |
| 1. Juni 2024 | 14   | ÖTRV Staatsmeisterschaft Cross-Triathlon | Innsbruck      | 02:23:48 |                              |
| 2008         | 1    | ÖTRV Staatsmeisterschaft Cross-Triathlon | Osterreich     |          | Staatsmeister Crosstriathlon |

(DNF – Did Not Finish)